# رومان كانون
رومان كانون (مواليد 12 أبريل 1997) هو مبارز فرنسي،حصل على الميدالية الذهبية في أولمبياد 2020 في فردي سيف المبارزة.